# Адлер, Эмма
Эмма Адлер (нем. Emma Adler, урождённая Браун (нем. Braun); 20 мая 1858, Дебрецен, Австрийская империя — 23 февраля 1935, Цюрих, Швейцария) — политическая и общественная деятельница, активистка Социал-демократической рабочей партии Австрии, борец за права женщин, писательница периода Fin de siècle, журналистка, публицист и переводчица

.

## Биография
Родилась в семье Игнаца Брауна, железнодорожного работника и предпринимателя. Семья принадлежала к либеральной еврейской буржуазии.
В шестилетнем возрасте Эмма стала жертвой сексуального насилия, потеряла невинность, и не имела права вступать в брак.
В 16 лет под влиянием своих четверых братьев, которые были убежденными социалистами, увлеклась идеями социализма и стала активисткой социал-демократического движения. Наиболее известные её братья Генрих Браун (1854—1927) и Адольф Браун (1862—1929).
В 1878 году познакомилась с Виктором Адлером, который работал врачом в психиатрической клинике Вены. В том же году вышла замуж за Виктора, ставшего одним из лидеров и основателем Социал-демократической партии Австрии. Их сын Фридрих Адлер, социалистический политик и революционер, наиболее известный, как убийца министра-президента Австрии графа Карла фон Штюргка в 1916 году.
Была деятельницей Социал-демократической рабочей партии Австрии, сотрудничала с другими еврейскими писательницами того времени, такими как Хедвиг Дом, Берта Паппенгейм и Хедвиг Лахманн, сочетала политическую деятельность с художественным творчеством. Работала в Ассоциации работников образования. Была преподавателем английского и французского языков.
Редактировала австрийский женский журнал «Die Frau». Сотрудничала с рабочей газетой австрийской социал-демократии «Arbeiter-Zeitung», одной из основателей которой была Адельгейд Попп.
Известна перепиской с Карлом Каутским.
В течение жизни имела дело с психическими расстройствами и тяжелыми депрессиями, провела много времени в психиатрических больницах и санаториях.
Умерла в Цюрихе в 1935 году.
В 1887 году драматург Герман Бар посвятил Эмме Адлер одноактную пьесу «La marquesa d’Amaegui. Eine Plauderei».

## Творчество
Писательница, автор многих исторических романов, художественных переводов, в том числе перевела на немецкий язык притчу И. С. Тургенева «Милостыня», придав ей форму пьесы в двух действиях (1897). Печаталась под псевдонимами Марион Лорм и Элен Эрдманн.

### Избранная проза и публицистика
- Goethe und Frau v. Stein, 1887
- Die berühmten Frauen der französischen Revolution 1789—1795, 1906
- Jane Welsh Carlyle: eine Biographie, 1907
- Feierabend. Ein Buch für die Jugend, 1902
- Neues Buch der Jugend, 1912
- Kochschule, 1915
- Arbeiter lernen Fremdsprachen